# Seznam zápasů české fotbalové reprezentace 1996
V roce 1996 odehrála česká fotbalová reprezentace celkem 16 mezistátních zápasů, z toho 6 na ME 1996, 3 kvalifikační o MS 1998, 2 na Poháru Hassana II. a 5 přátelských. Celková bilance byla 8 výher, 4 remízy a 4 proher. Hlavním trenérem byl Dušan Uhrin.

## Přehled zápasů
| 26. března 1996 přátelský           |       |         |                                                          |
| Česko                               | 3 – 0 | Turecko | Vítkovice, Ostrava diváci: 10 828 rozhodčí: Karol Ihring |
| Suchopárek 14' Kuka 59' (pen.), 90' |       |         | Vítkovice, Ostrava diváci: 10 828 rozhodčí: Karol Ihring |

| 24. dubna 1996 přátelský |       |       |                                                        |
| Česko                    | 2 – 0 | Irsko | Strahov, Praha diváci: 6 118 rozhodčí: Hartmut Strampe |
| Frýdek 61' Kuka 69'      |       |       | Strahov, Praha diváci: 6 118 rozhodčí: Hartmut Strampe |

| 29. května 1996 přátelský |       |       |                                                   |
| Rakousko                  | 1 – 0 | Česko | Lehen, Salcburk diváci: 5 100 rozhodčí: Mike Reed |
| Wetl 86'                  |       |       | Lehen, Salcburk diváci: 5 100 rozhodčí: Mike Reed |

| 1. června 1996 přátelský |       |               |                                                                 |
| Švýcarsko                | 1 – 2 | Česko         | St. Jakob-Park, Basilej diváci: 14 400 rozhodčí: Georg Dardenne |
| Grassi 34'               |       | 23', 84' Kuka | St. Jakob-Park, Basilej diváci: 14 400 rozhodčí: Georg Dardenne |

| 9. června 1996 ME 1996, skupina C |       |       |                                                                        |
| Německo                           | 2 – 0 | Česko | Old Trafford, Manchester diváci: 35 000 rozhodčí: David Roland Elleray |
| Ziege 26' Möller 32'              |       |       | Old Trafford, Manchester diváci: 35 000 rozhodčí: David Roland Elleray |

| 14. června 1996 ME 1996, skupina C |       |            |                                                                            |
| Česko                              | 2 – 1 | Itálie     | Anfield Road, Liverpool diváci: 37 320 rozhodčí: Antonio Jesus Lopez Nieto |
| Nedvěd 5' Bejbl 35'                |       | 18' Chiesa | Anfield Road, Liverpool diváci: 37 320 rozhodčí: Antonio Jesus Lopez Nieto |

| 19. června 1996 ME 1996, skupina C        |       |                                   |                                                               |
| Rusko                                     | 3 – 3 | Česko                             | Anfield Road, Liverpool diváci: 10 000 rozhodčí: Anders Frisk |
| Mostovoj 49' Tetradze 54' Běsčastnych 85' |       | 5' Suchopárek 19' Kuka 88' Šmicer | Anfield Road, Liverpool diváci: 10 000 rozhodčí: Anders Frisk |

| 23. června 1996 ME 1996, čtvrtfinále |       |             |                                                             |
| Česko                                | 1 – 0 | Portugalsko | Villa Park, Birmingham diváci: 26 832 rozhodčí: Helmut Krug |
| Poborský 53'                         |       |             | Villa Park, Birmingham diváci: 26 832 rozhodčí: Helmut Krug |

| 26. června 1996 ME 1996, semifinále |       |       |                                                                          |
| Francie                             | 0 – 0 | Česko | Old Trafford, Manchester diváci: 43 877 rozhodčí: Leslie William Mottram |
|                                     |       |       | Old Trafford, Manchester diváci: 43 877 rozhodčí: Leslie William Mottram |

|                                               |       | Penaltový rozstřel                       |  |
| Zidane Djorkaeff Lizarazu Guérin Blanc Pedros | 5 – 6 | Kubík Nedvěd Berger Poborský Rada Kadlec |  |

| 30. června 1996 ME 1996, finále |       |                   |                                                             |
| Česko                           | 1 – 2 | Německo           | Wembley, Londýn diváci: 73 611 rozhodčí: Pierluigi Pairetto |
| Berger 59' (pen.)               |       | 73', 95' Bierhoff | Wembley, Londýn diváci: 73 611 rozhodčí: Pierluigi Pairetto |

| 4. září 1996 přátelský |       |                |                                                                         |
| Česko                  | 2 – 1 | Island         | Na Střelnici, Jablonec nad Nisou diváci: 4 528 rozhodčí: Zygmunt Ziober |
| Kuka 54', 64' (pen.)   |       | 42' Gudjonsson | Na Střelnici, Jablonec nad Nisou diváci: 4 528 rozhodčí: Zygmunt Ziober |

| 18. září 1996 kvalifikace MS 1998, skupina 6                      |       |       |                                                              |
| Česko                                                             | 6 – 0 | Malta | Na Stínadlech, Teplice diváci: 15 099 rozhodčí: Mateo Beusan |
| Berger 10', 62' (pen.) Nedvěd 23' Kubík 77' Šmicer 83' Frýdek 86' |       |       | Na Stínadlech, Teplice diváci: 15 099 rozhodčí: Mateo Beusan |

| 9. října 1996 kvalifikace MS 1998, skupina 6 |       |           |                                                    |
| Česko                                        | 0 – 0 | Španělsko | Letná, Praha diváci: 19 223 rozhodčí: Anders Frisk |
|                                              |       |           | Letná, Praha diváci: 19 223 rozhodčí: Anders Frisk |

| 10. listopadu 1996 kvalifikace MS 1998, skupina 6 |       |       |                                                      |
| Jugoslávie                                        | 1 – 0 | Česko | Marakana, Bělehrad diváci: 70 000 rozhodčí: Dick Jol |
| Mijatović 18'                                     |       |       | Marakana, Bělehrad diváci: 70 000 rozhodčí: Dick Jol |

| 11. prosince 1996 Pohár Hassana II., semifinále |       |                   |                                                        |
| Česko                                           | 2 – 1 | Nigérie           | Mohammed V., Casablanca diváci: 70 000 rozhodčí: Madqa |
| Drulák 11' Wagner 74'                           |       | 87' (pen.) Fatusi | Mohammed V., Casablanca diváci: 70 000 rozhodčí: Madqa |

| 12. prosince 1996 Pohár Hassana II., finále |       |             |                                                               |
| Česko                                       | 1 – 1 | Chorvatsko  | Mohammed V., Casablanca diváci: 34 000 rozhodčí: Said Belgola |
| Drulák 4'                                   |       | 30' Pralija | Mohammed V., Casablanca diváci: 34 000 rozhodčí: Said Belgola |

|  |       | Penaltový rozstřel |
|  | 1 – 4 |                    |